# Caru' cu Bere
Carul cu Bere este o berărie celebră din București deschisă în anul 1879.
Imobilul este format din două corpuri de clădire așezate pe aliniere. Corpul A este compus din pivniță cu bolți de cărămidă, parter și mezanin, etajul I și II, mansardă (pod). Sala de consumație, situată la parter și mezanin, are 7 m înălțime, decorată în stil gotic, cu coloane și tavane de stucatură, cu lambriuri sculptate și picturi. Comunicația se face prin scări de stejar sculptate. La etaje se află câte 10 încăperi și dependințe. Scara principală este din marmură. La mansardă sunt camerele de serviciu. Corpul B are pivniță, parter și 2 etaje, din care unul parțial mansardat. Este o construcție mai simplă, pivnița având grinzi de fier cu bolțișoare, la parter 2 prăvălii spațioase, la etaje câte 8 camere.
În prezent este administrat de omul de afaceri Dragoș Petrescu, care deține și lanțul de cafenele City Grill.
În octombrie 2014, aproximativ 2.500 de clienți treceau, în fiecare zi, pragul restaurantului, iar 36% dintre ei erau străini.

## Galerie

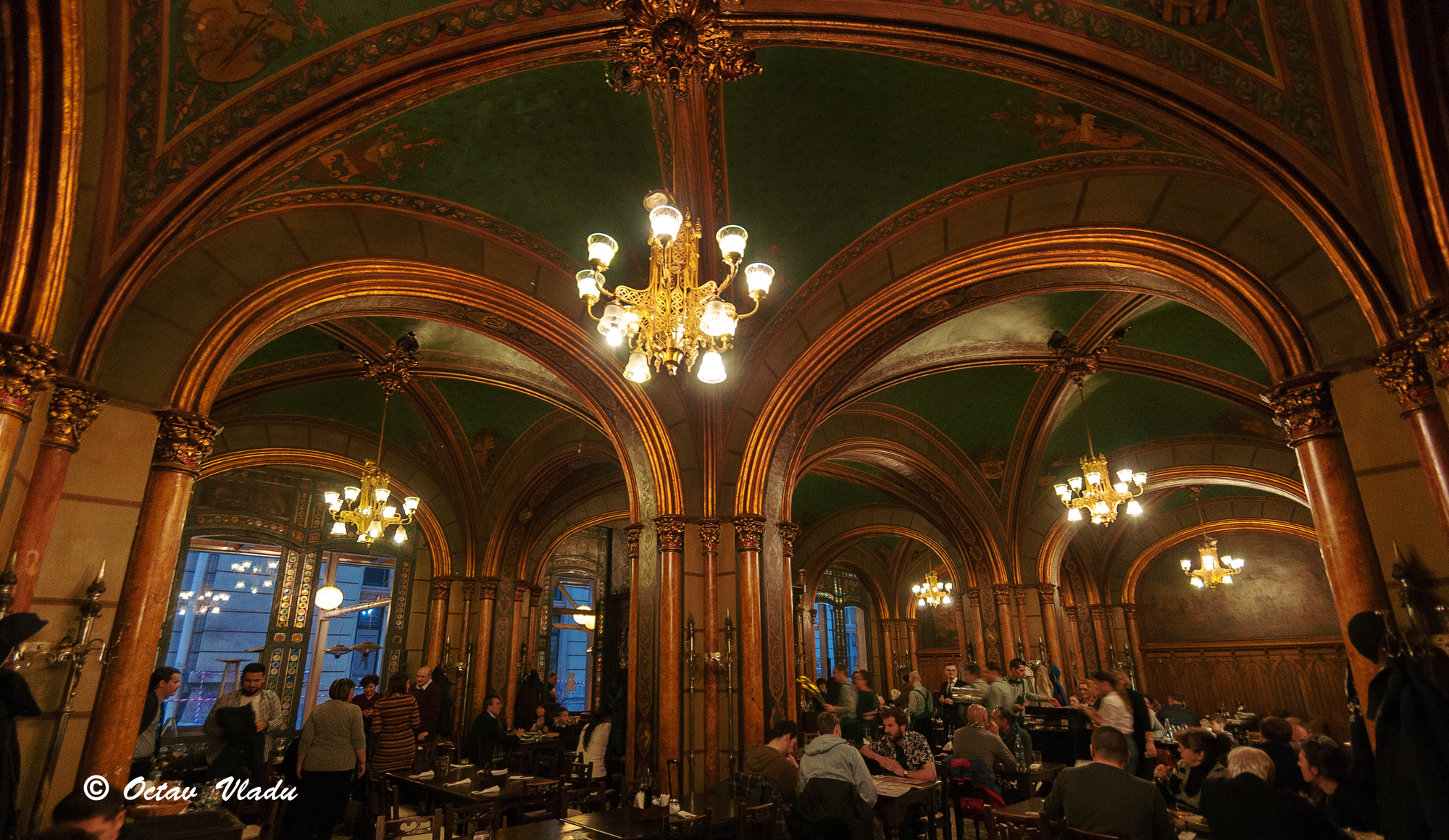
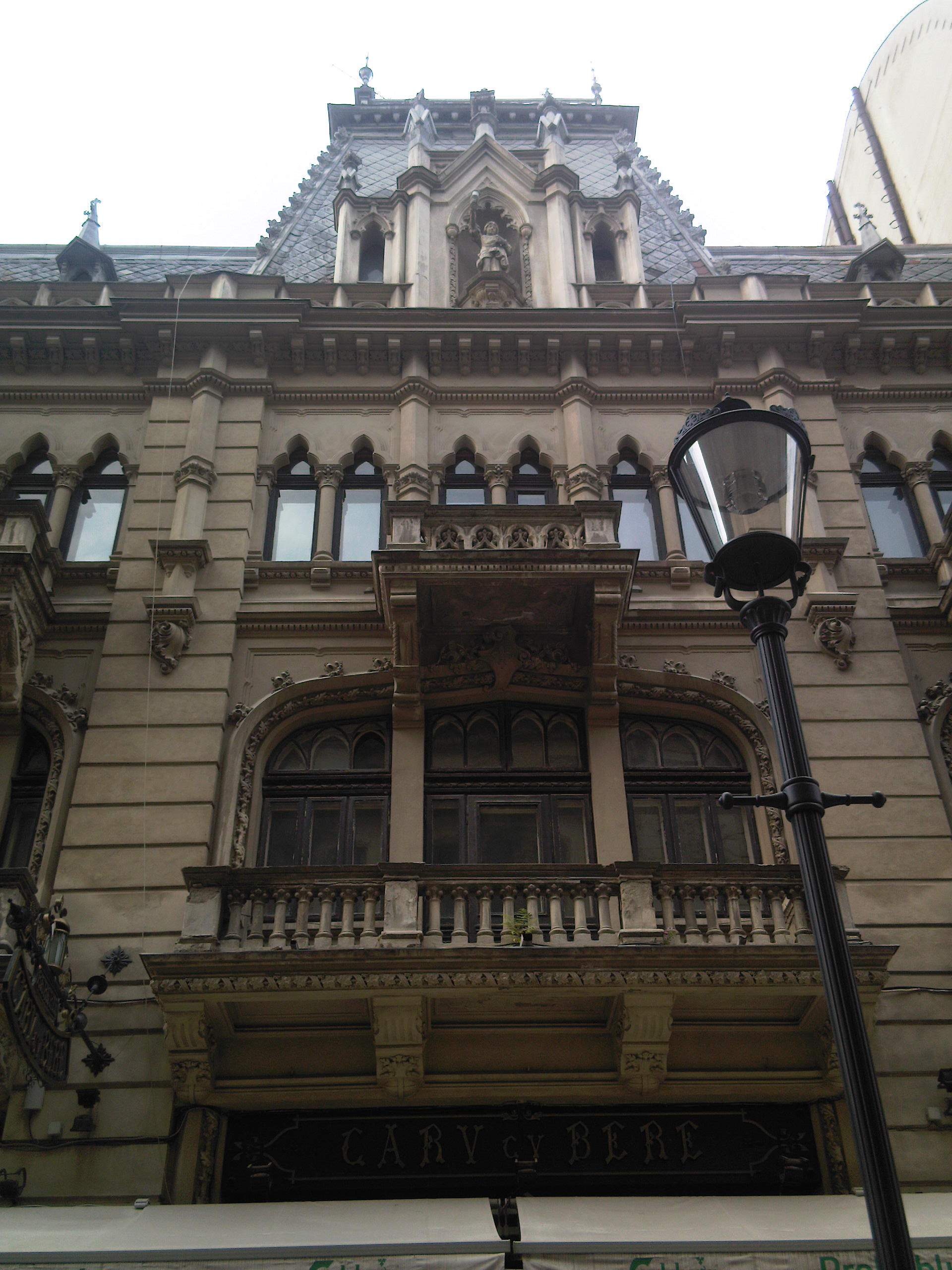
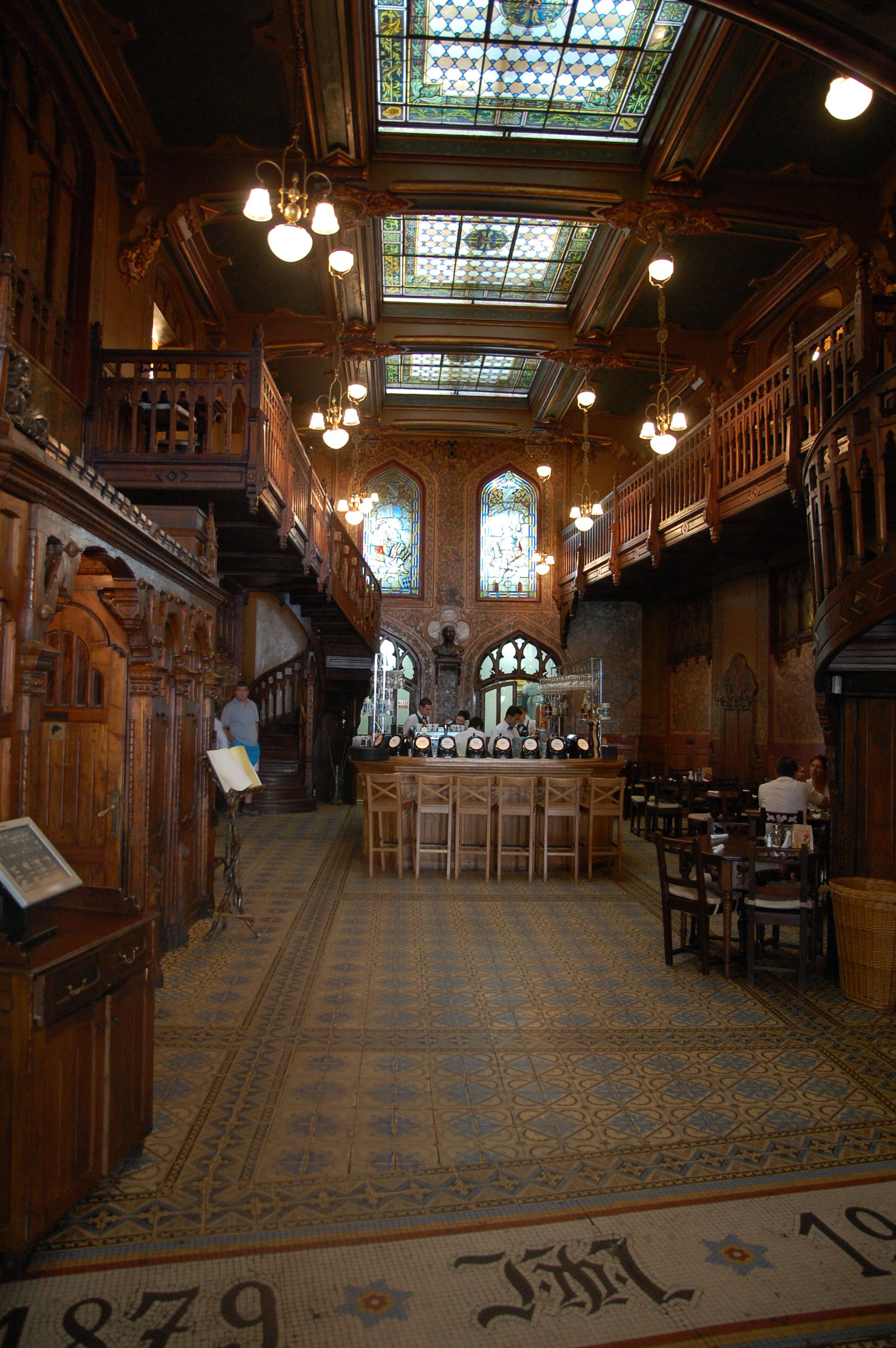
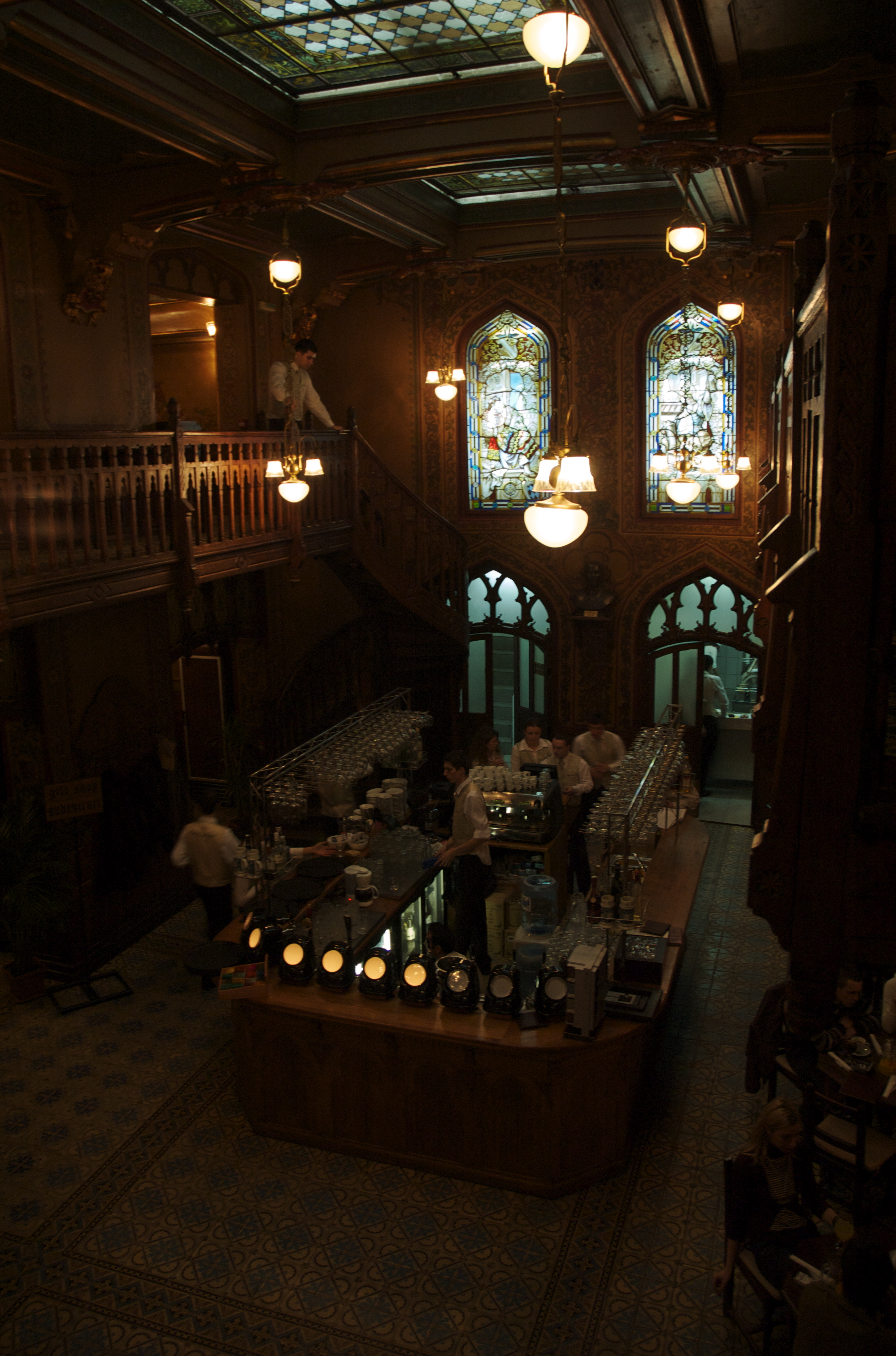
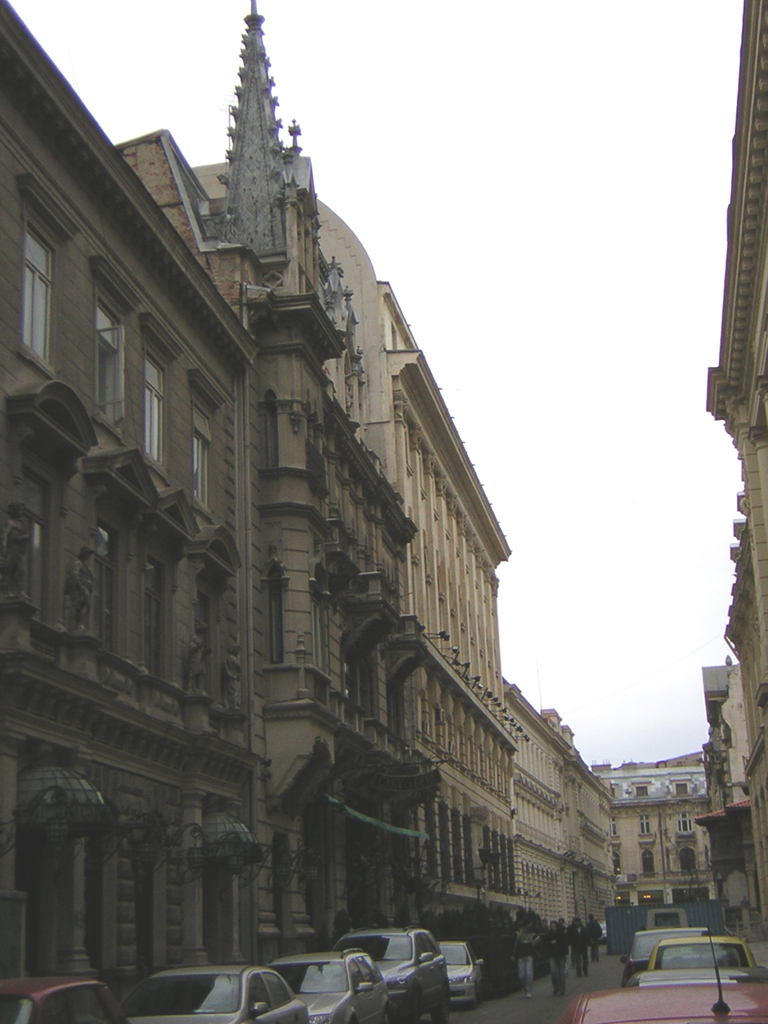
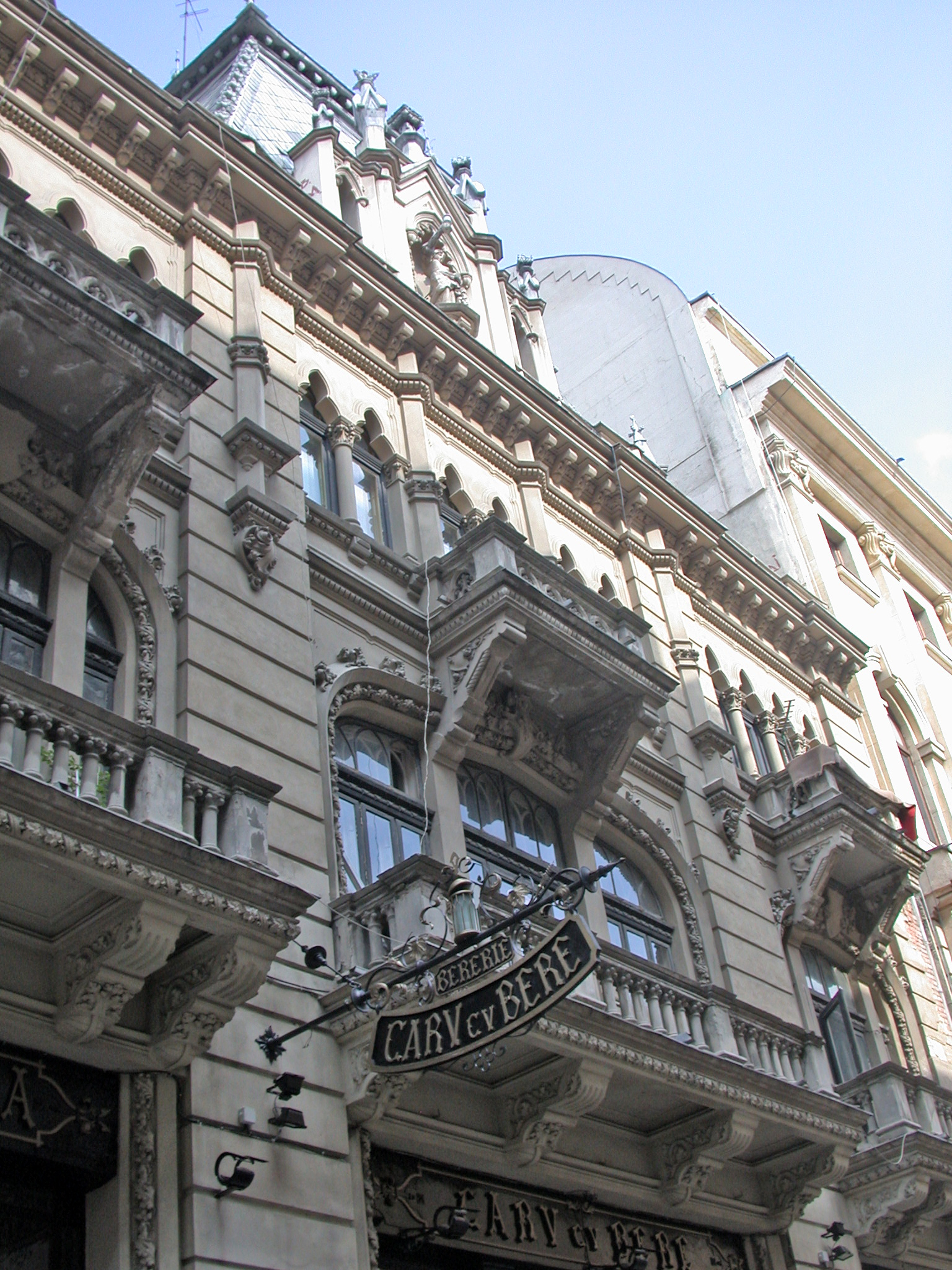
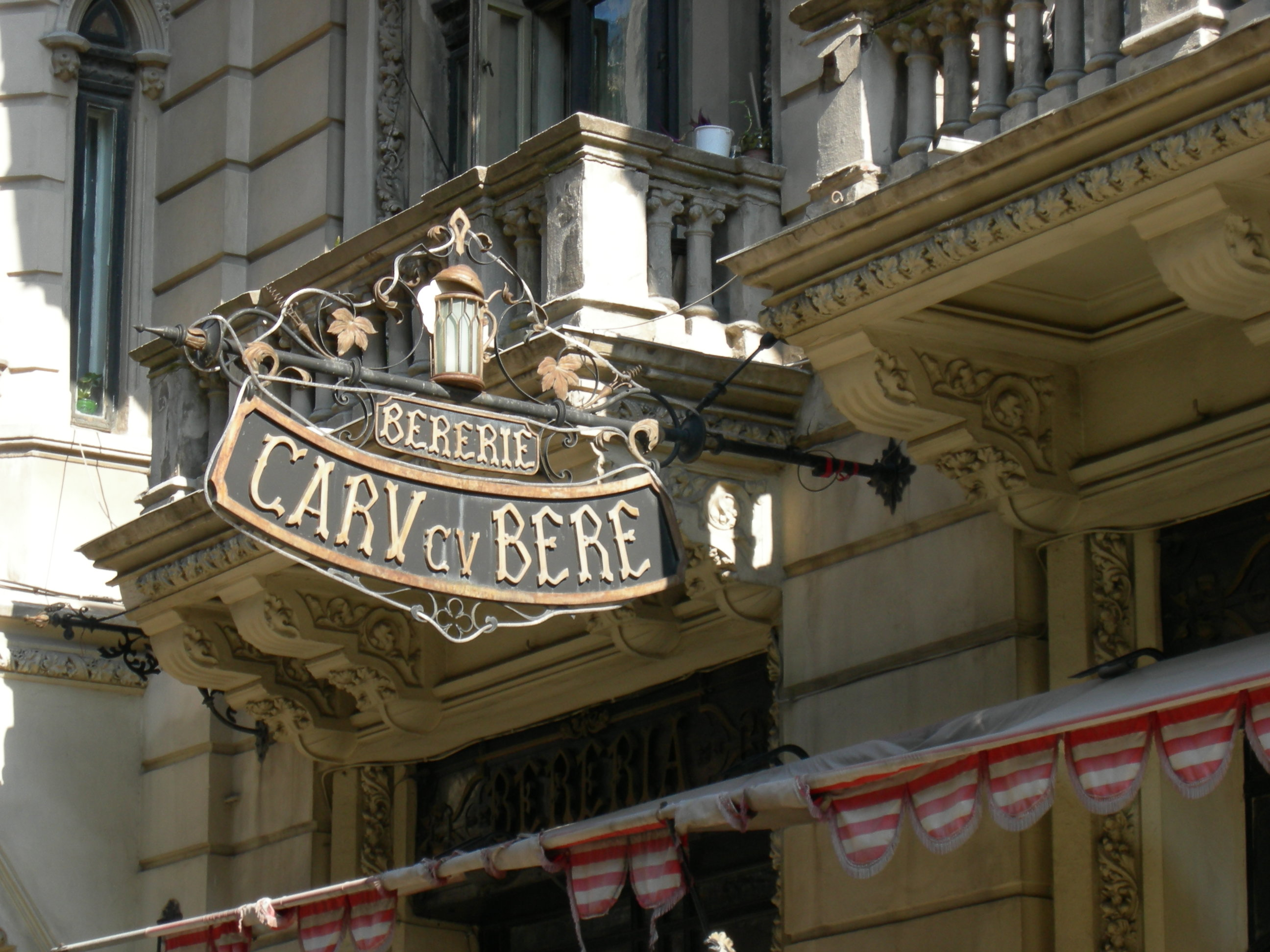
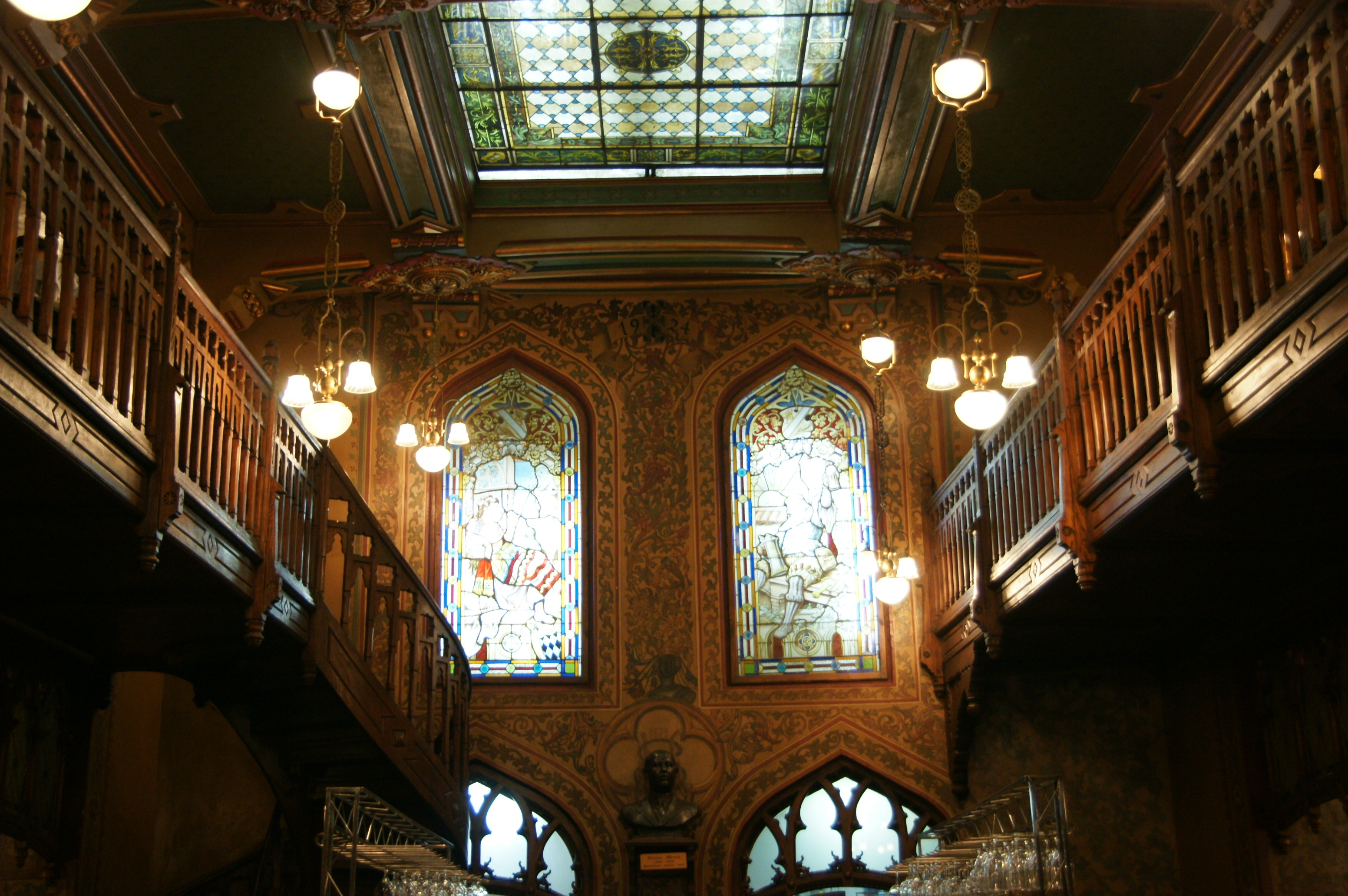